# Мъжки национален отбор по волейбол на Аржентина
Националният отбор по волейбол на Аржентина представя страната на международни турнири и състезания. Отборът има 9 участия на олимпийски игри и печели бронзовите медали два пъти.
Най-големият успех на тима е бронзовият медал от световното първенство през 1982. 

## Олимпийски игри
| Игри                | Държава        | Място         | Класиране     | М             | П             | З             | СС            | ЗС            |
| ------------------- | -------------- | ------------- | ------------- | ------------- | ------------- | ------------- | ------------- | ------------- |
| 1964 Токио          | Япония         | не се класира | не се класира | не се класира | не се класира | не се класира | не се класира | не се класира |
| 1968 Мексико        | Мексико        | не се класира | не се класира | не се класира | не се класира | не се класира | не се класира | не се класира |
| 1972 Мюнхен         | Германия       | не се класира | не се класира | не се класира | не се класира | не се класира | не се класира | не се класира |
| 1976 Монреал        | Канада         | не се класира | не се класира | не се класира | не се класира | не се класира | не се класира | не се класира |
| 1980 Москва         | СССР           | не се класира | не се класира | не се класира | не се класира | не се класира | не се класира | не се класира |
| 1984 Лос Анджелис   | САЩ            | Групова фаза  | 6-то място    | 6             | 2             | 4             | 11            | 13            |
| 1988 Сеул           | Южна Корея     | Полуфинали    | 3-то място    | 7             | 4             | 3             | 14            | 12            |
| 1992 Барселона      | Испания        | не се класира | не се класира | не се класира | не се класира | не се класира | не се класира | не се класира |
| 1996 Атланта        | САЩ            | Четвъртфинали | 8-о място     | 8             | 3             | 5             | 13            | 18            |
| 2000 Сидни          | Австралия      | Полуфинали    | 4-то място    | 8             | 3             | 5             | 11            | 18            |
| 2004 Атина          | Гърция         | Четвъртфинали | 5-о място     | 6             | 3             | 3             | 14            | 12            |
| 2008 Пекин          | Китай          | не се класира | не се класира | не се класира | не се класира | не се класира | не се класира | не се класира |
| 2012 Лондон         | Великобритания | Четвъртфинали | 5-о място     | 6             | 3             | 3             | 10            | 10            |
| 2016 Рио де Жанейро | Бразилия       | Четвъртфинали | 5-о място     | 6             | 4             | 2             | 13            | 7             |
| 2020 Токио          | Япония         | Полуфинали    | 3-то място    | 8             | 5             | 3             | 18            | 17            |
| 2024 Париж          | Франция        | Първа фаза    | 11-то място   | 3             | 0             | 3             | 1             | 9             |
| Общо                | Общо           | Бронзов медал | 9/16          | 58            | 27            | 31            | 105           | 116           |

## Световна лига по волейбол
- 1990 – не участва
- 1991 – не участва
- 1992 – не участва
- 1993 – не участва
- 1994 – не участва
- 1995 – не участва
- 1996 – 7 място
- 1997 – 8 място
- 1998 – 9 място
- 1999 – 6 място
- 2000 – 8 място
- 2001 – 13 място
- 2002 – 9 място
- 2003 – не участва
- 2004 – не участва
- 2005 – 10 място
- 2006 – 7 място
- 2007 – 13 място
- 2008 – не участва
- 2009 – 5 място
- 2010 – 5 място
- 2011 – 4 място
- 2012 – 10 място
- 2013 – 6 място
- 2014 – 13 място
- 2015 – 11 място
- 2016 – 10 място
- 2017 – 10 място